# Chile en los Juegos Mundiales de Breslavia 2017
Chile fue uno de los 102 países que participaron en los Juegos Mundiales de 2017 celebrados en Breslavia, Polonia.
La delegación de Chile estuvo compuesta por un total de 26 atletas, 22 hombres y 4 mujeres, que compitieron en seis deportes.
Chile terminó su participación con un total de 4 medallas, 1 de oro, 1 de plata y 2 de bronce, con lo cual ocuparon la posición 31 del medallero.
| Oro | Plata | Bronce |
| --- | ----- | ------ |
| 1   | 1     | 2      |

## Delegación

### Billar
| Deportista       | Prueba | Octavos de final | Octavos de final | Cuartos de final | Cuartos de final | Semifinal | Semifinal | Final / Tercer puesto | Final / Tercer puesto | Posición  |
| Deportista       | Prueba | Oponente         | Resultado        | Oponente         | Resultado        | Oponente  | Resultado | Oponente              | Resultado             | Posición  |
| ---------------- | ------ | ---------------- | ---------------- | ---------------- | ---------------- | --------- | --------- | --------------------- | --------------------- | --------- |
| Varonil          |        |                  |                  |                  |                  |           |           |                       |                       |           |
| Alejandro Zulliy | Pool   | # Jayson Shaw    | 8:11             | Eliminado        | Eliminado        | Eliminado | Eliminado | Eliminado             | Eliminado             | Eliminado |

### Bochas
| Femenil                                           |                             |                  |                  |                                     |                  |                   |                   |                   |                   |                  |
| Melisa Polito Molina                              | Pelota leonesa progresiva   | 40               | 8                | -                                   | -                | prueba abandonada | prueba abandonada | prueba abandonada | prueba abandonada | 8                |
| Sabrina Polito Molina                             | Pelota leonesa de precisión | 33               | 2                | -                                   | -                | -                 | -                 | 7                 | 4                 | 4                |
| Varonil                                           |                             |                  |                  |                                     |                  |                   |                   |                   |                   |                  |
| Franco Barbano Arenas                             | Pelota leonesa progresiva   | 53               | 6                | -                                   | -                | prueba abandonada | prueba abandonada | prueba abandonada | prueba abandonada | 6                |
| Rodolfo Gálvez Monsalvé                           | Raffa individual            | prueba cancelada | prueba cancelada | prueba cancelada                    | prueba cancelada | prueba cancelada  | prueba cancelada  | prueba cancelada  | prueba cancelada  | prueba cancelada |
| Aldo Bavestrello Sturla y Rodolfo Gálvez Monsalvé | Raffa doble                 | –                | –                | # Enrico Dall'Olmo y Jacopo Frisoni | 9:12             | eliminados        | eliminados        | eliminados        | eliminados        | eliminados       |
| Aldo Bavestrello Sturla y Rodolfo Gálvez Monsalvé | Raffa doble                 | –                | –                | # Chris Cardello y John Liberto     | 12:9             | eliminados        | eliminados        | eliminados        | eliminados        | eliminados       |
| Aldo Bavestrello Sturla y Rodolfo Gálvez Monsalvé | Raffa doble                 | –                | –                | # Enrico Dall'Olmo y Jacopo Frisoni | 6:12             | eliminados        | eliminados        | eliminados        | eliminados        | eliminados       |

### Esquí acuático
| Femenil            |         |      |   |      |   |                  |
| Valentina González | Figuras | 6070 | 5 | 3970 | 6 | 6                |
| Varonil            |         |      |   |      |   |                  |
| Rodrigo Miranda    | Salto   | 58.4 | 7 | 62.8 | 2 | Medalla de plata |

### Fistball
| Equipo           | Selección Nacional de Fistball de Chile |
| ---------------- | --- |
| Plantel          | Matías Araya Jorge Wellmann Christian Wellmann Cristian Marcos Álvaro Mödinger Cristóbal Mödinger Eduardo Mödinger Rodrigo Böttger Felipe Bucarey Joaquín Werner                                     |
| Entrenador       | José Christian Dahling Volke |
| Fase de grupos   | # Austria 2:3 (11:8, 11:9, 9:11, 8:11, 5:11) # Suiza 0:3 (4:11, 3:11, 8:11) # Alemania 0:3 (9:11, 4:11, 0:11) # Brasil 2:3 (12:10, 11:13, 11:8, 7:11, 5:11) # Argentina 1:3 (4:11, 8:11, 11:6, 9:11) |
| Cuartos de final | Eliminados |
| Semifinal        | Eliminados |
| Quinto puesto    | Argentina 3:0 (11:5, 11:9, 11:7) |
| Posición         | 5 |

### Karate
| Varonil       |                |                  |     |                    |     |                    |     |           |           |           |           |           |
| Achraf Ouchen | Kumite +84 kg. | # Jonathan Horne | 0:8 | # Sajjad Ganjzadeh | 3:4 | # Hideyoshi Kagawa | 8:0 | eliminado | eliminado | eliminado | eliminado | eliminado |

### Patinaje artístico
| Atleta            | Disciplina | Programa corto | Programa largo | Posición |
| ----------------- | ---------- | -------------- | -------------- | -------- |
| Femenil           |            |                |                |          |
| Francisca Cabrera | Libre      | 74.700         | 291.600        | 6        |

### Patinaje sobre ruedas

#### Pista
| Femenil                    |                                |          |   |                |                |                |                |                |                |                   |                |                |                |
| María Moya                 | Contrarreloj 300 m.            | 26,910 s | 4 | –              | –              | –              | –              | 26,738 s       | 4              | 4                 |                |                |                |
| María Moya                 | 500 m Sprint                   | –        | – | 45,311 s       | 4              | eliminada      | eliminada      | eliminada      | eliminada      | eliminada         |                |                |                |
| Alejandra Traslavina López | 500 m Sprint                   | –        | – | no se presentó | no se presentó | no se presentó | no se presentó | no se presentó | no se presentó | no se presentó    |                |                |                |
| María Moya                 | 1000 m Sprint                  | –        | – | no se presentó | no se presentó | no se presentó | no se presentó | no se presentó | no se presentó | no se presentó    |                |                |                |
| Alejandra Traslavina López | 1000 m Sprint                  | –        | – | 1:30,425 min   | 3              | 1:29,954 min   | 2              | 1:31,903 min   | 3              | Medalla de bronce |                |                |                |
| Alejandra Traslavina López | eliminación por puntos 10000 m | –        | – | –              | –              | –              | –              | 2 Puntos       | 6              | 6                 |                |                |                |
| Alejandra Traslavina López | 15000 m eliminación            | –        | – | –              | –              | –              | –              | no se presentó | no se presentó | no se presentó    | no se presentó | no se presentó | no se presentó |
| Varonil                    |                                |          |   |                |                |                |                |                |                |                   |                |                |                |
| Lucas Silva Santibáñez     | Contrarreloj 300 m.            | 24,645 s | 6 | –              | –              | –              | –              | 24,738 s       | 5              | 5                 |                |                |                |
| Lucas Silva Santibáñez     | 500 m Sprint                   | –        | – | 41,990 s       | 2              | 41,422 s       | 1              | 41,905 s       | 3              | Medalla de bronce |                |                |                |
| Lucas Silva Santibáñez     | 1000 m Sprint                  | –        | – | no se presentó | no se presentó | no se presentó | no se presentó | no se presentó | no se presentó | no se presentó    |                |                |                |

#### Calle
| Atleta                     | Categoría                      | Clasificación  | Clasificación  | Cuartos de final | Cuartos de final | Semifinal      | Semifinal      | Final          | Final          | Posición       |
| Atleta                     | Categoría                      | Tiempo         | Posición       | Tiempo           | Posición         | Tiempo         | Posición       | Tiempo/Puntos  | Posición       | Posición       |
| -------------------------- | ------------------------------ | -------------- | -------------- | ---------------- | ---------------- | -------------- | -------------- | -------------- | -------------- | -------------- |
| Femenil                    |                                |                |                |                  |                  |                |                |                |                |                |
| María Moya                 | 200 m contrarreloj             | 18,869 s       | 1              | –                | –                | –              | –              | 18,840 s       | 1              | Medalla de oro |
| María Moya                 | 500 m Sprint                   | no se presentó | no se presentó | no se presentó   | no se presentó   | no se presentó | no se presentó | no se presentó | no se presentó | no se presentó |
| Alejandra Traslavina López | 500 m Sprint                   | no se presentó | no se presentó | no se presentó   | no se presentó   | no se presentó | no se presentó | no se presentó | no se presentó | no se presentó |
| Catherinne Penan Paillacar | eliminación por puntos 10000 m | –              | –              | –                | –                | –              | –              | 1 Punto        | 9              | 9              |
| Alejandra Traslavina López | eliminación por puntos 10000 m | –              | –              | –                | –                | –              | –              | 0 Puntos       | 14             | 14             |
| Catherinne Penan Paillacar | 20000 m eliminación            | –              | –              | –                | –                | –              | –              | No se presentó | No se presentó | No se presentó |
| Alejandra Traslavina López | 20000 m eliminación            | –              | –              | –                | –                | –              | –              | No se presentó | No se presentó | No se presentó |
| Varonil                    |                                |                |                |                  |                  |                |                |                |                |                |
| Emanuelle Silva Santibáñez | 200 m contrarreloj             | 17,048 s       | 5              | –                | –                | –              | –              | 17,327 s       | 8              | 8              |
| Lucas Silva Santibáñez     | 200 m contrarreloj             | 17,838 s       | 12             | –                | –                | –              | –              | 17,911 s       | 12             | 12             |
| Emanuelle Silva Santibáñez | 500 m Sprint                   | 46,367 s       | 2              | 45,117 s         | 1                | 52,616 s       | 4              | eliminado      | eliminado      | eliminado      |
| Rolando Ossandón           | eliminación por puntos 10000 m | –              | –              | –                | –                | –              | –              | 0 Puntos       | eliminado      | eliminado      |
| Rolando Ossandón           | 20000 m eliminación            | –              | –              | –                | –                | –              | –              | eliminado      | eliminado      | eliminado      |

- Datos: Q23134674